# Leptosphaerulina trifolii
Leptosphaerulina trifolii är en lavart som först beskrevs av Emil Rostrup, och fick sitt nu gällande namn av Franz Petrak 1959. Enligt Catalogue of Life ingår Leptosphaerulina trifolii i släktet Leptosphaerulina, ordningen Pleosporales, klassen Dothideomycetes, divisionen sporsäcksvampar och riket svampar, men enligt Dyntaxa är tillhörigheten istället släktet Leptosphaerulina, familjen Didymellaceae, ordningen Pleosporales, klassen Dothideomycetes, divisionen sporsäcksvampar och riket svampar. Arten är reproducerande i Sverige. Inga underarter finns listade i Catalogue of Life.